# Ma petite chatte
Ma petite chatte – utwór belgijskiego wokalisty Fud Leclerca, napisany przez André Doheta, nagrany i wydany w 1958 roku. Kompozycja reprezentowała Belgię podczas finału 3. Konkursu Piosenki Eurowizji w tym samym roku.
Podczas konkursu, który odbył się 12 marca 1958 roku w Studio AVRO w holenderskim Hilversum, utwór został zaprezentowany jako siódmy w kolejności i ostatecznie zdobył 8 punktów, plasując się na piątym miejscu finałowej klasyfikacji i remisując z propozycją Liane Augustin, która reprezentowała Austrię z piosenką „Die ganze Welt braucht Liebe”. Dyrygentem orkiestry podczas występu wokalisty był Dolf van der Linden.